# Olympische Sommerspiele 2008/Teilnehmer (Eritrea)
| Gelbes Symbol für Goldmedaillen mit stilisierten Olympischen Ringen | Graues Symbol für Silbermedaillen mit stilisierten Olympischen Ringen | Braundes Symbol für Bronzemedaillen mit stilisierten Olympischen Ringen |
| ------------------------------------------------------------------- | --------------------------------------------------------------------- | ----------------------------------------------------------------------- |
| —                                                                   | —                                                                     | —                                                                       |

Eritrea war mit der Teilnahme an den Olympischen Sommerspielen 2008 in Peking insgesamt zum 3. Mal bei Olympischen Spielen vertreten. Die erste Teilnahme war 2000. In Athen konnte Eritrea seine bislang einzige Medaille (Bronze) erringen.

## Leichtathletik
Männer
- Hais Welday
1500-Meter-Lauf
- Ali Abdalla
5000-Meter-Lauf
- Teklemariam Medhin
10.000-Meter-Lauf
- Zersenay Tadese
10.000-Meter-Lauf
- Yared Asmerom
Marathon
- Yonas Kifle
Marathon
- Tesfayohannes Mesfin
Marathon

Frauen
- Simret Sultan
5000-Meter-Lauf
- Nebiat Habtemariam
Marathon